# Centenera de Suso
Centenera de Suso, Centenera de Arriba o Centenera la Vieja es un despoblado del término municipal de Aldeanueva de Guadalajara, en la provincia de Guadalajara (España). Se sitúa en la denominada peña Caída, dominando el valle del río Matayeguas por su orilla izquierda.
Como otros muchos en Castilla, quedó deshabitado en el siglo XVI debido a la peste. Tras un litigio entre Aldeanueva de Guadalajara y Atanzón por el reparto de sus tierras, en 1751 se resolvió que los escasos vestigios quedaron en jurisdicción de Aldeanueva de Guadalajara
.
Los restos de Centenera de Suso que quedaron los especifica el historiador Juan Catalina García López como los restos de una iglesia que estuvo dedicada San Marcos. Si bien, otro historiador, Antonio Herrera Casado estudió los restos y concluyó que no corresponden a iglesia alguna sino a una torre rectangular y a un pequeño recinto adosado.